# Alloteropsis
Alloterópsis (лат.) — род травянистых растений семейства Злаки (Poaceae), распространённых в тропиках Африки, Азии и Австралии.

## Описание
Многолетние травянистые растения. Лигула бахромчатая или бахромчато-плёнчатая.
Общее соцветие состоит из неразветвлённых веточек со скученными на одной стороне колосками. Нижняя колосковая чешуя значительно меньше верхней. Нижняя цветковая чешуя с остью (может отсутствовать у самых нижних).
Фотосинтез: C3 и C4.
Хромосомное число — 2n = 18, 54.

## Виды
По информации базы данных The Plant List, род включает 5 видов:
- Alloteropsis angusta Stapf (1919)
- Alloteropsis cimicina (L.) Stapf (1919)
- Alloteropsis paniculata (Benth.) Stapf (1919)
- Alloteropsis papillosa Clayton (1978)
- Alloteropsis semialata (R.Br.) Hitchc. (1909)